# Chung Thiểm Thiểm
Chung Thiểm Thiểm (tiếng Trung: 钟睒睒, sinh năm 1954) là một tỷ phú doanh nhân người Trung Quốc, người đã sáng lập và chủ trì Nongfu Spring, công ty đồ uống lớn nhất Trung Quốc. Ông cũng là chủ sở hữu của tập đoàn dược phẩm khổng lồ "Wantai" của Trung Quốc.

## Tiểu sử
Zhong bỏ học khi mới 12 tuổi, trong thời kỳ hỗn loạn của cuộc cách mạng văn hóa Trung Quốc, vì cha mẹ anh bị chính quyền đàn áp cùng với nhiều thường dân khác. Sau đó, anh đã làm nhiều công việc, trong đó có công nhân xây dựng, phóng viên tin tức và nhân viên bán đồ uống, trước khi thành lập công ty riêng của mình.

## Sự nghiệp
Vào tháng 9 năm 1996, ông thành lập Nongfu Spring, nhà sản xuất nước đóng chai, công ty này đã phát triển ổn định trong suốt nhiều năm để trở thành công ty đồ uống hàng đầu của Trung Quốc. Ông cũng là chủ tịch của công ty dược phẩm khổng lồ Wantai, được công chúng biết đến trong đại dịch Coronavirus năm 2020.
Giá trị ròng của ông đã tăng vọt lên 57 tỷ đô la Mỹ vào tháng 9/2020  từ 1 tỷ đô la Mỹ vào thời điểm tháng 1/2020.